# Theo Harych
Theo Harych (Doruchów, 19 de diciembre de 1903-Berlín, 22 de febrero de 1958) fue un escritor alemán.

## Vida
Hijo de un agricultor, entre 1910 y 1918 trabajó como pastor y peón en Silesia. En 1919 se trasladó a Mitteldeutschland, donde trabajó en una fábrica de azúcar y en una mina de lignito en Mücheln. Como miembro del sindicato participó en 1921 en las jornadas de marzo en Geiseltal. En 1925 fue ayuda de cámara de un noble durante cinco meses y después trabajó como conductor en Berlín. Entre 1930 y 1936 estuvo desempleado, y a partir de 1936 se desempeñó como cerrajero. Formó parte de la Wehrmacht en 1944, aunque por problemas en el oído pronto fue relevado.
Después de la Segunda Guerra Mundial volvió a trabajar como conductor en Berlín Este. Su talento literario se desarrolló en 1950, lo que le permitió ganarse la vida como escritor independiente. Fue miembro de la Deutscher Schriftstellerverband y en 1954 recibió el premio Heinrich Mann. En 1958 se suicidó.
Publicó un libro para niños y tres novelas. La película de 1962 dirigida por Carl Balhaus, Mord ohne Sühne, está basada en la novela de Harych Im Namen des Volkes? (¿En nombre del pueblo?).

## Obra
- Hinter den schwarzen Wäldern (1951)
- Rabenspuk,  relato incluido en Neue Deutsche Erzähler (1951)
- Bärbels und Lothars schönster Tag (1952)
- Im Geiseltal (1952)
- Im Namen des Volkes? (1958)